# آرتور کوک (بازیکن فوتبال)
آرتور کوک (انگلیسی: Arthur Cook؛ 1889 – ۱۹۳۰ (۴۰−۴۱ سال)) بازیکن فوتبال اهل بریتانیا بود.
از باشگاه‌هایی که در آن بازی کرده‌است می‌توان به باشگاه فوتبال رکسهام، باشگاه فوتبال استافورد رانجرز، باشگاه فوتبال لوتون تاون، باشگاه فوتبال وست برومویچ آلبیون، و باشگاه فوتبال سوانزی سیتی اشاره کرد.